# Linyphantes pacificus (Chamberlin & Ivie)
Linyphantes pacificus is een spinnensoort in de taxonomische indeling van de hangmatspinnen (Linyphiidae).
Het dier behoort tot het geslacht Linyphantes. De wetenschappelijke naam van de soort werd voor het eerst geldig gepubliceerd in 1942 door Chamberlin & Ivie.

## Voorkomen
De soort komt voor in de Verenigde Staten.